# Șîroke, Sofiivka
Șîroke (în ucraineană Широке) este un sat în așezarea urbană Sofiivka din raionul Sofiivka, regiunea Dnipropetrovsk, Ucraina.

## Demografie
Componența lingvistică a localității Șîroke
     Ucraineană (94,89%)
     Rusă (2,84%)
     Belarusă (2,27%)
Conform recensământului din 2001, majoritatea populației localității Șîroke era vorbitoare de ucraineană (94,89%), existând în minoritate și vorbitori de rusă (2,84%) și belarusă (2,27%).